# Guillermo Mordillo
Guillermo Mordillo (Buenos Aires, 1932. augusztus 4. – Palma Nova, 2019. június 29.), vagy közismert nevén Mordillo argentin karikaturista és animációkészítő volt, egyike az 1970-es évek legszélesebb körben publikáló karikaturistáinak. Rajzai legismertebb jellemzője a szeretet és szerelem, a sportok (különösen a labdarúgás és a golf) és a hosszú nyakú állatok humoros, színes és gyakran szürreális ábrázolása.
1976 és 1981 között a szlovéniai művész, Miki Muster Mordillo rajzaiból 400 résznyi rövid animációt (300 perc) készített, melyet a Cannes-i fesztivál után 30 országban mutattak be.

## Életrajza
Szülei spanyolok, gyermekkorát a Buenos Aires-i Villa Pueyrredónban töltötte, ahol már gyermekkorában kiderült a rajzoláshoz való vonzalma. 1948-ban illusztrátori képesítést kapott a School of Journalism-tól.
Két évvel ezután – még tanulmányai alatt – a Burone Bruch animációs csapatban gyermektörténetek illusztrációit készítette (Perrault történetei; Schmid történetei, A brémai muzsikusok, Három kismalac), melyet a Codex adott ki.
1952-ben társalapítója volt a Gala Studios-nak mely animációk készítésére szakosodott. Mindeközben tovább gyakorolt mint illusztrátor és helyi újságokban publikált néhány rajzos történetet.
1955. november 7-én Limába költözött ahol a McCann Erickson reklámügynökségnek dolgozott szabadúszó grafikusként. 1958-ban az Æsopus meséi illusztrációját készítette el.
Miután számos illusztrációt készített a Kansas City-beli Hallmark Cards cégnek (ami egyike a legnagyobb képeslapgyártóknak az USA-ban) 1960-ban az Egyesült Államokba költözött. Később a New York-i Paramount Pictures-nél alkalmazták. Részt vett két jelentősebb karakter (Popeye és Little Lulu) megalkotásában és a Trick for tree rövidfilm több karakterét önállóan tervezte.
Három évvel később, augusztus 20-án élete ismét fordulatot vett: Európába utazott, és szeptember 19-én Párizsba érkezett, ahol először a humoros Mic-Max Edition-nél talált munkát. 1966 júliusában a Le Pelerin, röviddel ezután pedig a Paris Match magazinokkal is közös munkákat kezdett. Két éven belül munkáit a világ számos pontján kezdték publikálni, egyik legnagyobb példányszámú ezekből a németországi Stern magazin volt. 
Feleségével, Amparo Camarasa-val Párizsban találkozott, ahol 1969-ben házasodtak össze. Két gyermekük van: Sebastian (1970) és Cecile Isabelle (1972).
1980-ban a spanyolországi Mallorca városába költöztek ahol a nemzetközi karikatúra szövetség (International Association of Authors of Comics and Cartoons (CFIA), Genova) elnökének nevezték ki. 
18 évnyi spanyolországi élet után 1998-ban tért vissza Franciaországba. A következő évben Zermattban részt vett a Creative Workshop rendezvényén. 
2017-ben új technikákkal kezdett kísérletezni: akril, pasztell és kréta. A következő évben az Art Petrusszal (művészeti publikáció) számos nagy felbontású reprodukciót készítettek. Ugyanebben az évben az interneten egyedi sorszámozott és szignált gyűjteményeket árult Mordillo gyűjtemény (Mordillo Collection) címmel.

## Díjai
- 1969 Ezüst Medál az V. Nemzetközi humoros alkotók biennáléján, Tolentinoban
- 1971 Loisirs Jeunes díj, Párizs
- 1971 Critici En Herba díj, Bologna, a Kalózhajó című gyermekkönyvért
- 1972 Ezüst Medál az első International Festival of Humorous Designs-en, Szarajevóban
- 1973 Phénix de l'Humour, Párizs
- 1974 Association of Argentine Designers díj
- 1976 El Gaucho díj, Köln
- 1976 Nakamori díj, Tokió, az Örült cowboy gyerekkönyvért
- 1977 Az év legjobb karikaturistája, Salon International de l'Humour in Montréal
- 1977 Palme d'Or a 31.  International Festival of the Humor of Bordighera-n
- 1983 Palme d'Or a 36. International Festival of the Humor of Bordighera-n
- 1985 Andersen díj, Sestri Levante
- 1995 Arany Medál a 18. nemzetközi tolentinoi humorfesztiválon

## Külső hivatkozások
- A hivatalos weblap: Mordillo - a weblap. Mordillo. (Hozzáférés: 2019. július 2.)